# Rhynchosia procurrens
Rhynchosia procurrens är en ärtväxtart som först beskrevs av William Philip Hiern, och fick sitt nu gällande namn av Karl Moritz Schumann. Rhynchosia procurrens ingår i släktet Rhynchosia och familjen ärtväxter.

## Underarter
Arten delas in i följande underarter:
- R. p. floribunda
- R. p. latisepala
- R. p. procurrens